# Dratum-Ausbergen
Dratum-Ausbergen ist ein Ortsteil der Stadt Melle im Landkreis Osnabrück in Niedersachsen. Der Ort bildete bis 1972 eine Gemeinde im damaligen Landkreis Melle und gehört heute zum Meller Stadtteil Gesmold.

## Geographie
Dratum ist ein kleines Dorf westlich von Gesmold und das weiter südlich gelegene Ausbergen ist mit verstreuten Einzelhöfen besiedelt. Im Westen grenzt der Ortsteil an den Ortsteil Uphöfen der Gemeinde Hilter am Teutoburger Wald. Die östliche Grenze der Ortschaft bildet die Hase. In diesem Abschnitt der Hase liegt auch die Flussbifurkation, an der die Else abzweigt.

## Geschichte
Die Bauerschaften Dratum und Ausbergen gehörten bis zu den Napoleonischen Kriegen zum Amt Grönenberg des Hochstifts Osnabrück. Von 1807 bis 1810 gehörten Dratum und Ausbergen zum Kanton Melle des napoleonischen Satellitenstaats Königreich Westphalen. Von 1811 bis 1813 gehörte beide Orte unmittelbar zu Frankreich und dort zur Mairie Gesmold im Arrondissement Osnabrück des Departements der Oberen Ems. 1814 kamen Dratum und Ausbergen zum Königreich Hannover und bildeten dort eine Gemeinde im Amt Grönenberg. 1867 fiel Dratum-Ausbergen mit dem gesamten Königreich Hannover an Preußen und seit 1885 gehörte die Gemeinde zum Landkreis Melle. Innerhalb des Landkreises Melle gehörte die Gemeinde zur Samtgemeinde Gesmold. Am 1. Juli 1972 wurde Dratum-Ausbergen im Rahmen der Gebietsreform in Niedersachsen Teil der Stadt Melle.

## Einwohnerentwicklung
| Jahr | Einwohner | Quelle |
| ---- | --------- | ------ |
| 1871 | 461       | [ 2 ]  |
| 1910 | 439       | [ 3 ]  |
| 1939 | 457       | [ 4 ]  |
| 1950 | 659       | [ 5 ]  |
| 1961 | 444       | [ 5 ]  |
| 1970 | 421       | [ 5 ]  |

## Bau- und Naturdenkmale
Im Ortsteil sind mehrere Bauten denkmalgeschützt:
- Eine Wegekapelle in Dratum am Holter Weg
- Vier Gebäude des Hofs Burrelmann
- Eine Wegekapelle Nähe Allendorfer Straße
- Das Speichergebäude des Hofs Menke
- Drei Gebäude und ein Kruzifix des Hofs Eversmann

Die Bifurkation von Hase und Else ist ein Naturdenkmal.

## Brauchtum
Wie auch in den anderen Gesmolder Ortsteilen findet einmal im Jahr in Dratum-Ausbergen eine sogenannte Burstie statt; eine für alle Einwohner des Ortsteils offene Bürgerversammlung.